# Orville Moody
Orville Moody, född 9 december 1933 i Chickasha, Oklahoma, död 8 augusti 2008, var en amerikansk golfspelare.
Moody tjänstgjorde i den amerikanska armén i 14 år innan han blev professionell 1967.
Han vann majortävlingen US Open 1969 på Cypress Creek Course i Houston i Texas. Han gick de fyra rundorna på 281 slag och vann med ett slag före Deane R. Beman, Al Geiberger och Bob Rosburg. Före den tävlingen hade han ställt upp i tävlingen en gång, 1962, men klarade då inte cutten. Efter sin seger ställde han upp ytterligare fem gånger och slutade bland de tio bästa två gånger.
Utöver segern i US Open vann han aldrig någon annan tävling på PGA-touren men han var framgångsrik Champions Tour där han fram till 1992 vann 11 tävlingar.

## Meriter

### Majorsegrar
- 1969 US Open

### Segrar på Champions Tour
- 1984 Daytona Beach Seniors Golf Classic,  MONY Senior Tournament of Champions
- 1987 Rancho Murieta Senior Gold Rush,  GTE Kaanapali Classic
- 1988 Vintage Chrysler Invitational,  Senior Players Reunion Pro-Am,  Greater Grand Rapids Open
- 1989 Mazda SENIOR TOURNAMENT PLAYERS Championship,  U.S. Senior Open
- 1991 PaineWebber Invitational
- 1992 Franklin Quest Showdown Classic

### Övriga segrar
- 1971 Hong Kong Open
- 1984 Viceroy Panama Open
- 1987 Liberty Mutual Legends of Golf (med Bruce Crampton)
- 1988 Liberty Mutual Legends of Golf (med Bruce Crampton)